# 贊恩州立學院
贊恩州立學院（英語：Zane State College），是一所兩年制，公立學院位於俄亥俄州曾斯維爾。這一所學院提供27種工藝技術課程。贊恩州立學院被中北部地區學院及學校協會（North Central Association of Colleges and Schools）所認可。
這一所學院於西元1969年九月十九日創校，當時名為Muskingum Area Technical Institute，其後這所學院遷移到新地點與俄亥俄大学-Zanesville校區共用校地。贊恩州立學院於西元1972年改名為Muskingum Area Technical College，一直到西元2004年六月才更名為贊恩州立學院。

## 認可機構
- 美國教育部
- 中華民國教育部[1]

## 學校排名
根據2009年的美國新聞與世界報導U.S.News，Zane State College並未被列入排名。

## 外部連結
- 贊恩州立學院官方網站（页面存档备份，存于）

## 資料來源
1. ↑  .   [2009-12-04]. （原始内容存档于2009-11-28）.
2. ↑  http://search.usnews.com/index_library/search?keywords=Zane+State+College%5B%5D